# Кривоногов, Иван Павлович
Иван Павлович Кривоногов (16 декабря 1916, Коринка — 1988, Горький) — офицер РККА, участник Второй мировой войны. Один из участников побега группы Девятаева, писатель-мемуарист.

## Биография
Родился в деревне Коринке Нижегородской губернии в 1916 году в крестьянской семье. После окончания неполной средней школы поступил в ФЗУ в городе Бор.
В 1933 году переехал в город Горький, работал шлифовальщиком в артели «Металлобытремонт». В 1937 году был призван в РККА. Служил в Киевском укрепрайоне.
В 1939 году окончил курсы младших лейтенантов в городе Шепетовка. Участник Советско-Финской войны. В 1941 году командир дота в Перемышльском укрепрайоне.
22 июня 1941 года, вскоре после начала Великой Отечественной войны, произведён в лейтенанты. 13 дней сражался на реке Сан близ города Леско под его командованием гарнизон дота, состоявший из 15 человек. Только четверым из них, включая И. П. Кривоногова удалось покинуть дот живыми и скрыться. Но уже через несколько дней Иван Кривоногов, обожжёный и контуженный, попал в плен.
В плену, желая выдать себя за украинца, взял себе вымышленное имя «Иван Григорьевич Корж». Так же, как и Девятаев, участвовал в неудачной подготовке побега; при подготовке побега убил лагерного полицая, за что был отправлен в концлагерь Нацвейлер-Штрутгоф под Страсбургом, а оттуда, в конце 1943 года — на остров Узедом; в 1944 году пытался вместе с группой единомышленников организовать побег с острова на лодке, однако, после встречи с Михаилом Девятаевым, от этой затеи отказался, решив бежать на самолёте, с чем согласились и другие участники группы.
В итоге 8 февраля 1945 года ему, а также ещё 9-м военнопленным, удалось совершить побег с острова Узедом на немецком бомбардировщике, который пилотировал М. П. Девятаев, и, перелетев линию фронта, сесть в расположении 61 армии.
6 ноября 1945 года после спецпроверки был восстановлен в звании лейтенанта и демобилизован. Несмотря на это, по воспоминаниям его жены, вызовы в МГБ и допросы продолжались до 1948 года.
В 1946—1954 годах, вернувшись в Горький, работал полировщиком в бытовых мастерских артели «Метбытремонт», в 1954—1957 годах — шлифовальщик на заводе «Металлист», в 1957—1958 годах — экспедитором, техником склада торгово-закупочной базы УРСа ВОРПа, начальником остановочного пункта Ширшово Горьковской пассажирской станции ВОРПа. С 1960 года работал наладчиком станков на заводе «Орбита». В 1972 году вышел на пенсию.
Умер в 1988 году в Горьком. Похоронен на кладбище Марьина Роща.

## Награды
- Медаль «За победу над Германией в Великой Отечественной войне 1941—1945 гг.» (1957)
- Орден Отечественной войны I степени (1958)
- Орден Отечественной войны II степени

## Память
- В 2010 году в Парке Победы в Нижнем Новгороде был установлен мемориал с именем Ивана Кривоногова[12].

## Комментарии
1. ↑  При этом в документах военного времени значился как младший лейтенант[3][4][5]